# Procnias
Procnias es un género de aves paseriformes perteneciente a la familia Cotingidae, que agrupa a cuatro especies nativas de la América tropical (Neotrópico), donde se distribuyen en el bosque húmedo de montaña de Nicaragua a Panamá; en el norte de Colombia y Venezuela, inclusive Trinidad; en el sureste de Venezuela, las Guayanas y este de la Amazonia brasileña; y en el este de Brasil, de norte a sur hasta el este de Paraguay y noreste de Argentina. A sus miembros se les conoce por el nombre popular de campaneros.

## Etimología
El nombre genérico masculino «Procnias» deriva del griego «Prokne o Procne»: personaje de la mitología griega que se metamorfoséa en una golondrina (ver Progne).

## Características
Las especies de este género son cotíngidos grandes y espectaculares, midiendo alrededor de 28 cm de longitud los machos y 27 cm las hembras. Se caracterizan por un fuerte dimorfismo sexual. Los machos tienen plumaje predominantemente blanco, con las barbas o la piel de la barbilla y la garganta al descubierto. Como lo indica su nombre común, los machos tienen voces muy fuertes, graves y que resuenan a lo lejos en la selva. Las hembras carecen de la barbas y piel al descubierto y su plumaje es principalmente oliváceo con rayas amarillentas. A no ser por su vocalización son muy discretos y permanecen encaramados en lo alto del dosel. Se alimentan enteramente de frutos.

## Taxonomía
Berv & Prum (2014) produjeron una extensa filogenia para la familia Cotingidae reflejando muchas de las divisiones anteriores e incluyendo nuevas relaciones entre los taxones, donde se propone el reconocimiento de cinco subfamilias. De acuerdo a esta clasificación, Procnias pertenece a una subfamilia Cotinginae Bonaparte, 1849, junto a Gymnoderus, Cotinga, Lipaugus (incluyendo Tijuca), Porphyrolaema, Conioptilon, Xipholena y Carpodectes. El Comité de Clasificación de Sudamérica (SACC) aguarda propuestas para modificar la secuencia linear de los géneros y reconocer las subfamilias. El Comité Brasileño de Registros Ornitológicos (CBRO), en la Lista de las aves de Brasil - 2015 ya adopta esta clasificación.

## Lista de especies
Según las clasificaciones del Congreso Ornitológico Internacional (IOC), y Clements Checklist/eBird, el género agrupa a las siguientes especies con el respectivo nombre popular de acuerdo con la Sociedad Española de Ornitología (SEO):
| Imagen | Nombre científico        | Autor                             | Nombre común             | Estado de conservación | Distribución |
| ------ | ------------------------ | --------------------------------- | ------------------------ | ---------------------- | ------------ |
|        | Procnias tricarunculatus | (J. Verreaux & E. Verreaux, 1853) | campanero tricarunculado | VU                     |              |
|        | Procnias albus           | (Hermann, 1783)                   | campanero blanco         | LC                     |              |
|        | Procnias averano         | (Hermann, 1783)                   | campanero barbudo        | LC                     |              |
|        | Procnias nudicollis      | (Vieillot, 1817)                  | campanero meridional     | NT                     |              |

## Estado de conservación
El campanero tricarunculado ha sido calificado como vulnerable y el campanero meridional como casi amenazado por la Unión Internacional para la Conservación de la Naturaleza (IUCN) debido a que su población total se considera estar en rápida decadencia debido a pérdida de hábitat y su degradación por el aumento de las tasas de deforestación, el segundo objeto de captura para el comercio ilegal de aves de jaula. Las otras dos especies presentan preocupación menor, a pesar de que las poblaciones del noreste de Brasil del campanero barbudo son consideradas localmente vulnerables por la misma razón de pérdida acelerada de hábitat.